# Càndid Ballart
Càndid Ballart Martinez (Arenys de Munt, 15 settembre 1992) è un hockeista su pista spagnolo.

## Palmarès

### Club

#### Titoli nazionali
- Supercoppa di Spagna: 1

Reus Deportiu: 2019